# Chimta
La chimta (urdu/punjabi: چمٹا) è uno strumento a percussione idiofono tradizionale dell'Asia del Sud. La chimta consiste in lunghe coperture metalliche (fino a 7 paia di foderazioni).
Le chimte con largo disco sono usate nei festival rurali insieme ad un disco più piccolo ed usate negli accompagnamenti delle danze e canti del bhangra (musica della tradizione indiana). Uno dei più famosi suonatori di chimta è Alam Lohar, però a tutt'oggi c'è Arif Lohardra tra i suonatori di questo strumento.